# Sibe Mardešić
Sibe Mardešić, hrvaški matematik, pedagog in akademik, * 20. junij 1927, † 18. junij 2016.
Bil je redni profesor za matematično analizo in topologijo na Naravoslovno-matematični fakulteti Univerze v Zagrebu, član Hrvaške in Slovenske akademije znanosti in umetnosti.